# Nick Jr. UK & Ireland
Nick Jr. UK & Ireland ist ein Ableger des US-Senders Nick Jr. Betrieben wird er von Nickelodeon UK & Ireland. Er ist, wie jeder Nick-Jr.-Sender, an Vorschulkinder gerichtet. Vor 1999 wurde schon ein Programmfenster von Nick Jr. auf Nickelodeon UK & Ireland ausgestrahlt. 1999 startete Nick Jr. UK & Ireland bei Sky UK und dort lief Nick Jr. UK & Ireland von 6:00–20:00 Uhr. Heute sendet Nick Jr. 24 Stunden pro Tag. Von 2005 bis 2010, um 20:00 Uhr startete Nick Jr. Classics. In Irland existiert seit 2004 eine Version von Nick Jr., jedoch mit anderen Werbespots.
Nick Jr. +1, ein Dienst zum zeitversetzten Fernsehen, startete im Oktober 2012 und ersetzt Nicktoons Replay.

## Sendungen

### Aktuell
Zurzeit laufen unter anderem:
- Blue’s Clues – Blau und schlau
- Dora
- PAW Patrol

### Ehemalig
- Engie Benjy
- PB Bär und seine Freunde
- Go, Diego, Go!
- Die Hoobs
- Little Bill
- Ni hao, Kai-lan
- Thomas, die kleine Lokomotive
- Wonder Pets!
- Bob der Baumeister